# Skylla (córka Nisosa)
Skylla (Σκύλλη) – w mitologii greckiej księżniczka Megary, córka króla Nisosa.
Zakochała się w Minosie. Nieszczęśliwie władca ten najechał kraj jej ojca, mając na celu zemstę za śmierć Androgeosa. Jednakże jej ojca nie można było pokonać, dopóki na jego plecach rósł włos, barwy złotej lub purpurowej. Skylla, kierowana miłością, a także obietnicą małżeństwa, wyrwała swemu ojcy złoty włos, co go zabiło. Wskutek tego Minos dokonał łatwego podboju. Nie okazał jednak księżniczce wdzięczności, wprost przeciwnie, ukarał zbrodniczą córkę śmiercią. Rozkazał utopienie kobiety przepełniającej go odrazą. Przywiązał w tym celu Skyllę do rufy swego statku, po czym ją zatopił. Królewna została przemieniona przez zdjętych litością bogów w białą czaplę ciris. Inna wersja mitu mówi, że na kobietę spadł przemieniony w orła ojciec, a ona również przeszła metamorfozę w ptaka.